# Eatonville (Floride)
Eatonville est une localité du comté d'Orange en Floride, à quelques kilomètres au nord d’Orlando. Elle fait partie de l’agglomération d’Orlando–Kissimmee MSA. D’après le recensement de l’an 2000, elle comptait 2 432 habitants et 2 272 habitants selon les estimations de 2006. Elle est l’une des premières communautés afro-américaines formées après la Proclamation d'émancipation de 1863. Elle fut incorporée le 15 août 1887. L’écrivaine noir américaine Zora Neale Hurston y passa son enfance. Chaque hiver a lieu le Zora Neale Hurston Festival of the Arts and Humanities et la bibliothèque Zora Neale Hurston ouvrit ses portes en janvier 2004. La ville fut également le berceau de l’ancien joueur de football professionnel David "Deacon" Jones. Jules Andre Smith peignit une série de tableaux représentant Eatonville dans les années 1930 et 1940, dont douze sont conservés au Maitland Art Center. Le nom de la localité vient de Josiah C. Eaton, un propriétaire blanc qui avait souhaité vendre des terrains pour que les Afro-Américains puissent créer une cité noire. Dans son roman Their Eyes Were Watching God Zora Neale Hurston présente un aperçu de la fondation d’Eatonville à travers le regard de Janie Crawford, le principal personnage.

## Démographie
| Groupe            | Eatonville | Floride | États-Unis |
| ----------------- | ---------- | ------- | ---------- |
| Afro-Américains   | 84,5       | 16,0    | 12,6       |
| Blancs            | 12,2       | 75,0    | 72,4       |
| Autres            | 1,5        | 4,0     | 7,1        |
| Métis             | 1,1        | 2,5     | 2,9        |
| Asiatiques        | 0,7        | 2,4     | 4,8        |
| Total             | 100        | 100     | 100        |
|                   |            |         |            |
| Latino-Américains | 9,1        | 22,5    | 16,7       |

Selon l'American Community Survey, pour la période 2011-2015, 95,27 % de la population âgée de plus de 5 ans déclare parler l'anglais à la maison, 4,40 % déclare parler l'espagnol et 0,33 % une autre langue.
| 1920 | 1930 | 1940 | 1950 | 1960 | 1970  |
| ---- | ---- | ---- | ---- | ---- | ----- |
| 125  | 108  | 125  | 136  | 857  | 2 024 |

| 1980  | 1990  | 2000  | 2010  | - | - |
| ----- | ----- | ----- | ----- | - | - |
| 2 185 | 2 170 | 2 432 | 2 159 | - | - |

## Dans la fiction

### Littérature
- Une femme noire de Zora Neale Hurston se déroule en partie à Eatonville.